# Гидо, Алехандро
Алехандро Эухенио Гидо Перес (англ. и исп. Alejandro Eugenio Guido Pérez; род. 22 марта 1994, Сан-Диего, Калифорния, США) — американский футболист мексиканского происхождения, атакующий полузащитник клуба «Сан-Диего Лойал».

## Клубная карьера
Гидо начал карьеру в «Ацтекс Премьер», а затем перешёл в академию мексиканской «Тихуаны». 22 августа 2012 года в матче Кубка Мексики против «Селаи» он дебютировал за основную команду.
Летом 2013 года Алехандро на правах аренды перешёл в «Дорадос де Синалоа». За «Дорадос» он дебютировал 15 января 2014 года в матче Кубка Мексики против «Эстудиантес Текос». 27 февраля в поединке против «Гвадалахары» Гидо забил свой первый гол за новый клуб.
После окончания аренды Алехандро вернулся в «Тихуану». 8 марта 2014 года в матче против «Гвадалахары» он дебютировал в мексиканской Примере. 28 января 2015 года в поединке Кубка Мексики против «Некаксы» Гидо забил свой первый гол за «Тихуану».
27 февраля 2019 года Гидо перешёл в клуб MLS «Лос-Анджелес».
1 сентября 2020 года Гидо отправился в аренду в клуб Чемпионшипа ЮСЛ «Сан-Диего Лойал» на оставшуюся часть сезона 2020. За «СД Лойал» он дебютировал 2 сентября в матче против «Лас-Вегас Лайтс». 13 сентября в матче против «Ориндж Каунти» он забил свои первые голы за «СД Лойал», оформив дубль.
4 марта 2021 года Гидо вернулся в «Сан-Диего Лойал», подписав контракт на сезон 2021.

## Международная карьера
В 2011 году в составе юношеской сборной США Гидо стал победителем юношеского чемпионата КОНКАКАФ на Ямайке. На турнире он сыграл в матчах против команд Панамы, Ямайки и Сальвадора. В поединке против сальвадорцев Алехандро забил гол. Летом того же года Гидо выступал на юношеском чемпионате мира в Мексике. На турнире он принял участие в матчах против команд Чехии, Узбекистана, Германии и Новой Зеландии. В поединке против чехов Алехандро забил гол.
Гидо был вызван в сборную США на товарищеский матч со сборной Боливии 28 мая 2018 года, но из-за растяжения мышцы паха был вычеркнут из заявки.

## Достижения
Международные
 США (до 17)
- Юношеский чемпионат КОНКАКАФ — 2011